# Tasman, Nya Zeeland
Tasman (Maori: Te Tai-o-Aorere) är ett distrikt i Nya Zeeland som ligger på norra Sydön. Distriktet är administrativt även en region som styrs från distriktshuvudstaden Richmond. Tasman gränsar till regionerna West Coast, Marlborough och Nelson. Folkmängden uppgick till 52 389 invånare vid folkräkningen 2018. De största tätorterna är Richmond och Motueka.
Namnet Tasman kommer från den holländske upptäcktsresanden Abel Tasman, som seglade in i Golden Bay 1642.

## Geografi
Tasman ligger i det västra hörnet av norra Sydön, den totala arean är 9 786 kvadratkilometer. Områdets västra gräns utgörs av bergskedjan Matiri Ranges, Tasmanbergen och Tasmanhavet. I norr ligger vikarna Tasman Bay och Golden Bay. Den östra gränsen består av bergskedjorna Spencer Mountains, Saint Arnaud och Richmond. Bergskedjan Victoria Ranges utgör den södra gränsen.
Stora delar av regionen består av berg, i den nordvästra delen ligger bergskedjan Wakamarama och där finns också landtungan Farewell Spit, vilken sträcker sig drygt 40 kilometer österut från Cape Farewell, Sydöns nordligaste punkt. De största floderna är Buller, Motueka, Aorere och Takaka.
I Tasman finns tre nationalparker, Abel Tasman nationalpark, som etablerades 1942, är Nya Zeelands minsta till ytan och ligger längs med Tasman Bays stränder. Nelson Lakes nationalpark ligger i den bergiga sydöstra delen av regionen och Kahurangi nationalpark omfattar stora delar av västra Tasman och sträcker sig in i West Coast-regionen.

## Historia
Enligt Maoriernas tradition kom Waitahafolkets förfäder till området med kanoten Uruao under 1100-talet. Arkeologiska bevis har hittats för att de första māoriska nybyggarna utforskade regionen grundligt, även om deras bosättningar låg längs med kusterna. De flesta byarna byggdes vid flodmynningar där tillgången till mat och odlingsbar mark var god, samt möjligheten att transportera sig längs floderna fanns.
1642 seglade den holländske upptäcktsresanden Abel Tasman in i Golden Bay. Efter en konfrontation med invånarna där tre medlemmar av hans besättning dödades, troligen på grund av att de uppfattades som ett hot mot lokala odlingar, seglade han dock vidare österut.
Mycket tyder på att det fördes många stamkrig i området, då det finns spår efter att många stammar bosatt sig där efter varandra. Runt 1828 tog stammen Ngati Toa under Te Rauparaha och de allierade stammarna Ngati Rarua och Ngati Tama över stora delar av området mellan Farewell Spit och floden Wairau.
De första europeiska invandrarna kom till regionen 1842 från England och började bosätta sig i området under ledning av Arthur Wakefield. På 1850-talet hade jordbruk och boskapsskötsel spritt sig och byar etablerats på Waimeaslätten strax söder om Nelson och vid Motueka.
1856 hittades guld i närheten av Collingwood, vilket blev startskottet för Nya Zeelands första guldrush. Den var dock slut redan 1859 då enbart 250 guldgrävare återstod.
Fruktodling inleddes i slutet av 1800-talet och hade runt 1945 blivit en viktig del av den regionala ekonomin. Fram till 1970-talet var även tobaksodling en stor inkomstkälla men lönsamheten började då minska och tobaksodlingen försvann under 1990-talet.
1992 delades den dåvarande regionen Nelson-Marlborough upp i tre separata regioner, Tasman, Marlborough och Nelson.

## Ekonomi
Andelen av BNP för regionerna Nelson och Tasman var 1,8% av Nya Zeelands totala BNP och summan beräknas till cirka 6 miljarder dollar under 2019.

## Demografi
| Befolkningsutvecklingen i Tasman 1991–2018 | Befolkningsutvecklingen i Tasman 1991–2018 | Befolkningsutvecklingen i Tasman 1991–2018 | Befolkningsutvecklingen i Tasman 1991–2018 | Befolkningsutvecklingen i Tasman 1991–2018 |
| ------------------------------------------ | ------------------------------------------ | ------------------------------------------ | ------------------------------------------ | ------------------------------------------ |
|                                            |                                            |                                            |                                            |                                            |
| År                                         |                                            |                                            | Folkmängd                                  |                                            |
| 1991                                       | 1991                                       |                                            | 34 026                                     |                                            |
| 1996                                       | 1996                                       |                                            | 37 974                                     |                                            |
| 2001                                       | 2001                                       |                                            | 41 352                                     |                                            |
| 2006                                       | 2006                                       |                                            | 44 625                                     |                                            |
| 2013                                       | 2013                                       |                                            | 47 157                                     |                                            |
| 2018                                       | 2018                                       |                                            | 52 389                                     |                                            |
|                                            |                                            |                                            |                                            |                                            |